# Vécio Rufino
Vécio Rufino (em latim: Vettius Rufinus) foi um oficial romano do século IV, ativo durante o reinado dos imperadores Constantino (r. 306–337) e Licínio (r. 308–324).

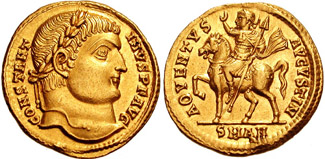
Soldo de Constantino r.

## Vida
Vécio possivelmente era parente de Caio Vécio Cossínio Rufino, cônsul em 316, talvez filho ou sobrinho. Em 323, foi cônsul posterior com Acílio Severo.